# Grand Prix automobile de Turquie
 (juillet 2025).

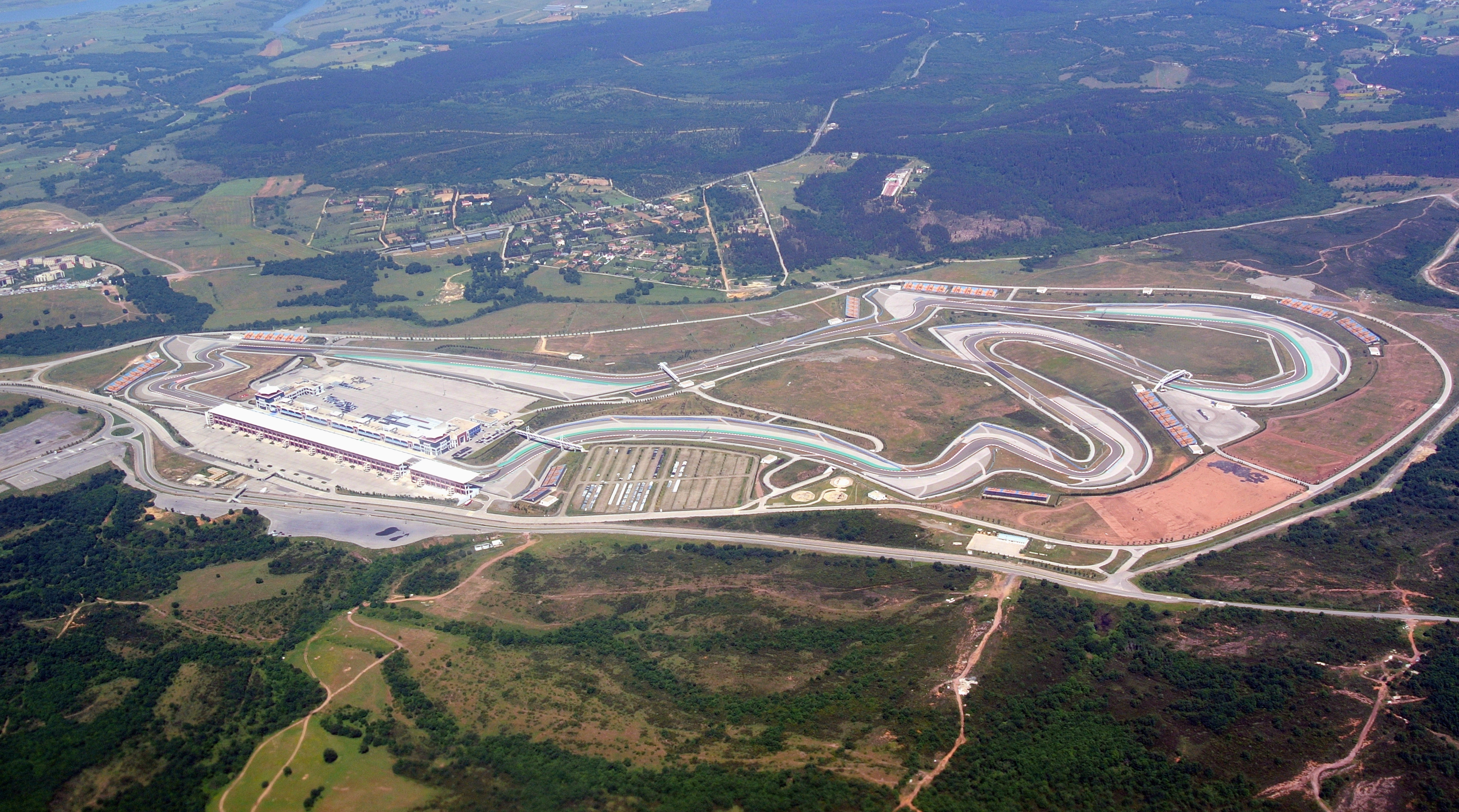
Vue aérienne du circuit

Le Grand Prix automobile de Turquie est une course du championnat du monde de Formule 1 dont la première édition eut lieu le 21 août 2005. Cet événement a lieu sur le circuit moderne d'Istanbul Park conçu par le célèbre ingénieur allemand Hermann Tilke. Ce tracé est le troisième à être parcouru dans le sens anti-horaire avec le circuit Autodromo Enzo e Dino Ferrari à Imola en Italie et l'Autodromo José Carlos Pace à Interlagos au Brésil.
Tilke a dessiné ce circuit de manière à suivre les contours du terrain fait de montées et de descentes. Ceci contraste fortement avec la plupart des autres tracés modernes pour lesquelles la topographie ne permet pas de telles variations. Le premier virage est très similaire à celui de l'Autodromo José Carlos Pace et peut être comparé au « tire-bouchon » (corkscrew) de Laguna Seca. Il y a aussi un coude sur une portion plane très similaire au raidillon de l'Eau Rouge du Circuit de Spa-Francorchamps (certains l'appellent d'ailleurs ironiquement « Faux Rouge »).
Le virage 8 est probablement le meilleur du circuit. Il s'agit d'une suite de quatre virages rapides dans lesquelles le pilote subit une force de 5 G (5 fois la force de la gravité) pendant 4 secondes. Beaucoup de pilotes le considèrent comme étant très délicat à négocier.
À cause du caractère très exigeant du circuit, l'édition 2005 fut très animée de nombreux pilotes étant partis à la faute durant ce week-end en essayant d'aller au-delà des possibilités de leur monoplace en particulier dans le virage 8. Ainsi, Juan Pablo Montoya perdit le contrôle de sa voiture à deux tours de l'arrivée en tentant de prendre un tour à Tiago Monteiro. Ceci permit alors Fernando Alonso de prendre la deuxième place derrière Kimi Räikkönen, un événement qui aura une influence importante pour la lutte au championnat du monde alors à son apogée.
Après une dernière édition remportée par Sebastian Vettel en 2011, le Grand Prix de Turquie fait son retour dans le championnat en 2020. Il n'était pas prévu au départ, mais la pandémie de Covid-19 a totalement chamboulé le calendrier, et la tenue d'une course sur le circuit d'Istanbul Park est annoncée le 25 août 2020, positionnée le 15 novembre en quatorzième manche d'un exercice qui en compte dix-sept, et qui voit Lewis Hamilton remporter sur l'Istanbul Park son septième titre de champion du monde. Toujours dans le contexte pandémique, la situation se reproduit en 2021, où le Grand Prix de Turquie pallie finalement l'annulation de celui de Singapour à la date du 10 octobre, en seizième manche du championnat.

## Controverse lors du podium de l'édition 2006
Lors de la cérémonie du podium de 2006, le trophée du vainqueur fut remis à Felipe Massa par Mehmet Ali Talat présenté alors aux spectateurs comme étant le président de la république turque de Chypre du Nord, un état qui n'est reconnu que par la Turquie. La FIA annonça aussitôt qu'elle ouvrait une enquête dans le cadre d'une infraction à la politique de neutralité qui incombe aux organisateurs. L'identité de la personne qui devait remettre le trophée avait été communiquée à la dernière minute, ne laissant ainsi pas le temps de mettre son véto à ce choix. Cet événement fit dire à certains commentateurs que le futur du GP de Turquie était remis en cause avec de surcroît une suppression de la manche turque du Championnat du monde des rallyes. Finalement, seule une amende de 5 millions de dollars sera infligée.

## Sponsors
La compagnie pétrolière Turque Petrol Ofisi est le sponsor principal de l'épreuve à partir de 2006. De 2006 à 2008, le nom officiel de l'événement est Petrol Ofisi Turkish Grand Prix. En 2009, c'est la banque Néerlandaise ING présente désormais en Turquie après le rachat d'Oyak Bank (ancienne banque Turque) qui sponsorise le Grand Prix de Turquie et le nom officiel devient ING Turkish Grand Prix. Fin 2009, ING se retire de la F1, le GP prend alors le simple nom de Turkish Grand Prix. Pour le retour du Grand Prix en 2020, ce dernier est sponsorisé par la société de transport de colis DHL, il devient alors le DHL Turkish Grand Prix.

## Palmarès

### Historique
| Année     | Vainqueur        | Écurie           | Circuit   | Résultats |
| --------- | ---------------- | ---------------- | --------- | --------- |
| 2005      | Kimi Räikkönen   | McLaren-Mercedes | Istanbul  | Résultats |
| 2006      | Felipe Massa     | Ferrari          | Istanbul  | Résultats |
| 2007      | Felipe Massa     | Ferrari          | Istanbul  | Résultats |
| 2008      | Felipe Massa     | Ferrari          | Istanbul  | Résultats |
| 2009      | Jenson Button    | Brawn-Mercedes   | Istanbul  | Résultats |
| 2010      | Lewis Hamilton   | McLaren-Mercedes | Istanbul  | Résultats |
| 2011      | Sebastian Vettel | Red Bull-Renault | Istanbul  | Résultats |
| 2012-2019 | Non couru        | Non couru        | Non couru | Non couru |
| 2020      | Lewis Hamilton   | Mercedes         | Istanbul  | Résultats |
| 2021      | Valtteri Bottas  | Mercedes         | Istanbul  | Résultats |

### Classement des pilotes par nombre de victoires
| Nombre de victoires | Pilote           | Années               |
| ------------------- | ---------------- | -------------------- |
| 3 victoires         | Felipe Massa     | - 2006 - 2007 - 2008 |
| 2 victoires         | Lewis Hamilton   | - 2010 - 2020        |
| 1 victoire          | Kimi Räikkönen   | 2005                 |
| 1 victoire          | Jenson Button    | 2009                 |
| 1 victoire          | Sebastian Vettel | 2011                 |
| 1 victoire          | Valtteri Bottas  | 2021                 |

### Classement des écuries par nombre de victoires
| Nombre de victoires | Écurie           | Années               |
| ------------------- | ---------------- | -------------------- |
| 3 victoires         | Ferrari          | - 2006 - 2007 - 2008 |
| 2 victoires         | McLaren-Mercedes | - 2005 - 2010        |
| 2 victoires         | Mercedes         | - 2020 - 2021        |
| 1 victoire          | Brawn-Mercedes   | 2009                 |
| 1 victoire          | Red Bull-Renault | 2011                 |